# Юаньчжоу (Цзянси)
Юаньчжо́у (кит. упр. 袁州, пиньинь Yuánzhōu) — район городского подчинения городского округа Ичунь провинции Цзянси (КНР).

## История
Ещё при образовании империи Хань, в 203 году до н. э., был создан уезд Ичунь (宜春县). В 129 году до н. э. он был преобразован в Ичуньский удел (宜春侯国), но уже в 121 году до н. э. из удельного владения вновь стал обычным уездом.
После основания империи Цзинь в 280 году из-за практики табу на имена, чтобы избежать использования иероглифа «чунь», входившего в личное имя покойной Чжан Чуньхуа (которую посмертно объявили императрицей), уезд был переименован в Иян (宜阳县). Во времена империи Суй в 591 году была учреждена Юаньчжоуская область (袁州), власти которой разместились в уезде Иян, а самому уезду в 598 году было возвращено название Ичунь. После монгольского завоевания и образования империи Юань Юаньчжоуская область была в 1282 году преобразована в Юаньчжоуский регион (袁州路). После того, как повстанцы под руководством Чжу Юаньчжана свергли власть монголов, Юаньчжоуский регион был в 1364 году преобразован в Юаньчжоускую управу (袁州府), власти которой по-прежнему размещались в уезде Ичунь. После Синьхайской революции в Китае была проведена реформа структуры административного деления, в ходе которой управы были упразднены, и поэтому в 1913 году Юаньчжоуская управа была расформирована.
После образования КНР в 1949 году был образован Специальный район Юаньчжоу (袁州专区), и уезд вошёл в его состав. 8 октября 1952 года Специальный район Юаньчжоу был присоединён к Специальному району Наньчан (南昌专区). 8 декабря 1958 года власти Специального района Наньчан переехали из города Наньчан в уезд Ичунь, и Специальный район Наньчан был переименован в Специальный район Ичунь (宜春专区).
18 апреля 1963 года посёлок Ичунь был выведен из состава уезда Ичунь и стал подчиняться напрямую властям Специального района. С января 1967 года посёлок Ичунь был возвращён в состав уезда Ичунь.
В 1970 году Специальный район Ичунь был переименован в Округ Ичунь (宜春地区).
Постановлением Госсовета КНР от 8 октября 1979 года из уезда Ичунь был выделен городской уезд Ичунь.
Постановлением Госсовета КНР от 29 марта 1985 года уезд Ичунь был присоединён к городскому уезду Ичунь.
Постановлением Госсовета КНР от 22 мая 2000 года были расформированы городской уезд Ичунь и округ Ичунь, и образован городской округ Ичунь; территория бывшего городского уезда Ичунь стала районом Юаньчжоу в его составе.

## Административное деление
Район делится на 10 уличных комитетов, 19 посёлков и 3 волости.